# قصوان

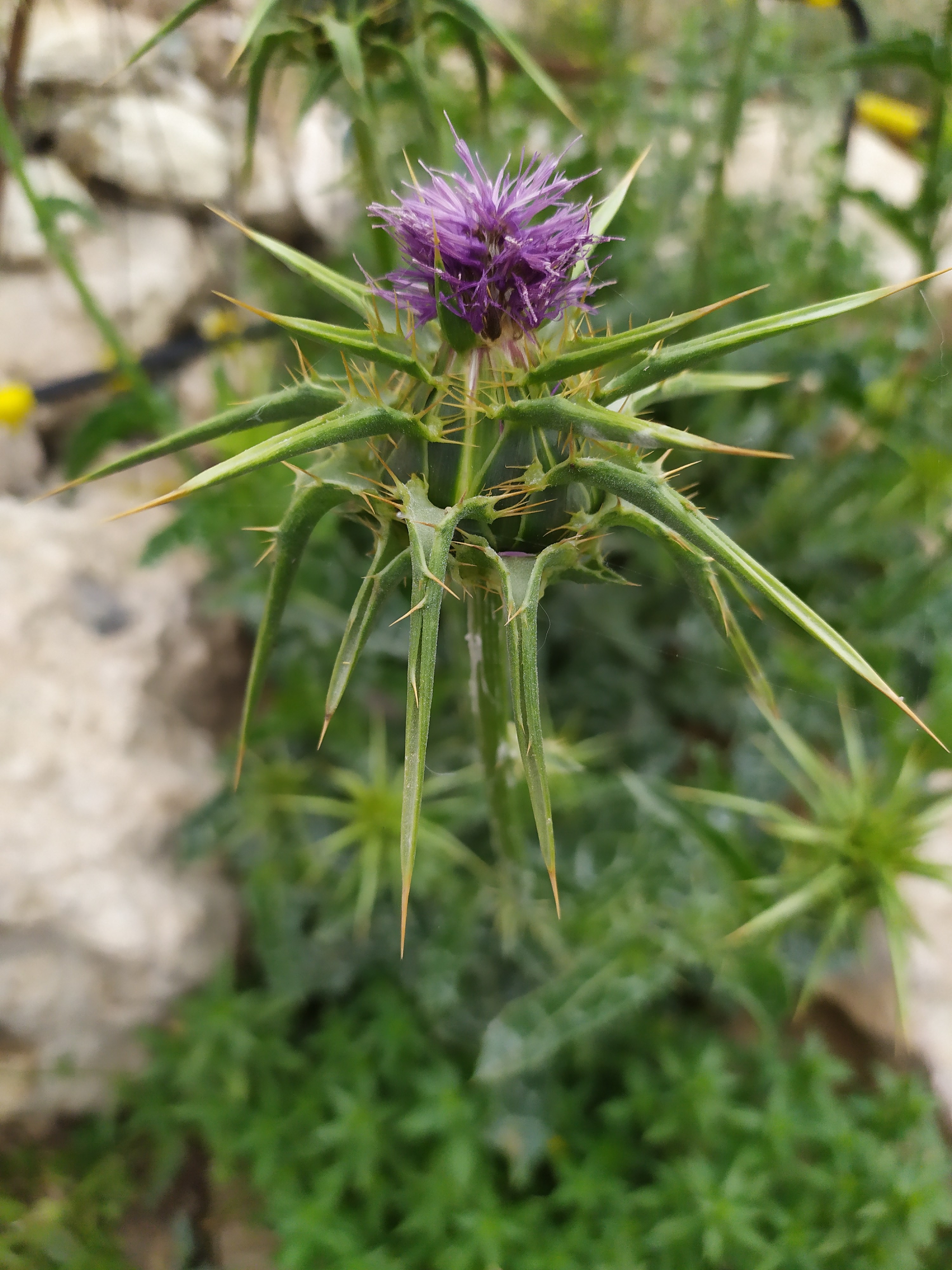
قصوان(خرفيش)

القُصوان  جنس من النباتات المعمرة التي تزهر كل سنتين من الفصيلة النجمية (Asteraceae). وهو واحد من عدة أجناس معروفة ضمن عمارة الشوكينة (بالإنجليزية: Thistles)‏. هذا الجنس يختلف عن غيره من أجناس الشوكيات (مثل اللسان والسلبين (Silybum)، والعتور (باللاتينية: Onopordum)) في وجود شعر ريشي على ثمره (achenes). ولدى الأجناس الأخرى بابوس (pappus) من الشعر البسيط غير المتفرع .
هذه النباتات تستوطن في غالبها أوروبا وآسيا والمغرب العربي، إضافة إلى حوالي 60 نوعًا في أمريكا الشمالية (على الرغم من إدخال العديد من الأنواع خارج نطاقاتها الأم).
ومن المعروف عن الشوكيات رؤوس زهورها الانبجاسية، والتي عادةً ما تكون أرجوانية أو وردية أو صفراء أو بيضاء أيضًا. كما تنبت الزهور القرصية المتناظرة شعاعيًا في نهاية الفروع. كما أن لديها سوق منتصبة وأوراق شائكة، وقاعدة مميزة وموسعة للزهر تكون شائكةً في الغالب. والأوراق متعاقبة، وبعض الأنواع يمكن أن يوجد بها بعض الشعر. وقد تفتقر الإضافات المنسدلة من قاعدة الورقة أسفل الساق، والتي تسمى أجنحة، إلى (القصوان الحقلي (Cirsium arvense))، أو (القصوان الشائع (Cirsium vulgare)) البارز، أو غير البارز. ويمكنها الانتشار عن طريق البذور وأيضا عن طريق الساق الجذري أسفل السطح (القصوان الحقلي (Cirsium arvense)). ويوجد بالبذور خصلات صغيرة من الشعر، أو بابوس، والتي يمكن حملها بعيدًا بواسطة الرياح.
يتم استخدام أشواك القصوان كنباتات غذائية من قبل يرقات (larva) بعض أنواع حرشفيات الأجنحة (Lepidoptera) - انظر قائمة حرشفيات الأجنحة التي تتغذى على القصوان. تعد البذور جذابةً للعصافير الصغيرة مثل الحسون الأمريكي (American Goldfinch).
وتعتبر معظم الأنواع من الأعشاب. القصوان الشائع (Cirsium vulgare) (نبات قمع الشوك، أو نبات الشوك الشائع، أو شوك الرمح) مدرج باعتباره من الأعشاب الضارة في تسع ولايات أمريكية. بعض الأنواع يتم زراعتها في الحدائق لقيمتها الجمالية التي تجذب الفراشات. ومن بين بعض الأنواع الشائعة: القصوان السناني (باللاتينية: Cirsium lanceolatum)، والقصوان السباخي (باللاتينية: Cirsium palustre) والقصوان الزيتي (باللاتينية: Cirsium oleraceum).
تستخدم بعض أنواع القصوان، مثل قصوان مونبلييه (باللاتينية: Cirsium monspessulanum) والقصوان البرانسي (باللاتينية: Cirsium pyrenaicum)، والقصوان الشائع (باللاتينية: Cirsium vulgare)، كغذاء على نحو تقليدي في المناطق الريفية من جنوب أوروبا. ويتم زراعة القصوان الزيتي (باللاتينية: Cirsium oleraceum) كمصدر غذائي في اليابان، والهند.
الكلمة اللاتينية (Cirsium) مشتقة من الكلمة اليونانية كرسوس (kirsos) بمعنى «الوريد المنتفخ». وقد استخدمت الأشواك كعلاج ضد تورم الأوردة. وتتفتح أزهار هذا النبات ما بين شهري نيسان/أبريل وآب/أغسطس.

## من أنواعهالواطنةفيالوطن العربي
- قصوان شائع (Cirsium vulgare) في بلاد الشام
- قصوان شفاف الرؤيس (باللاتينية: Cirsium leucocephalum) في بلاد الشام
- قصوان كريتي (باللاتينية: Cirsium creticum) في بلاد الشام والمغرب العربي وشمال حوض البحر الأبيض المتوسط من تركيا وصولا إلى إيطاليا
- قصوان لبناني (Cirsium libanoticum)
- قصوان ورق الرؤيس (باللاتينية: Cirsium phyllocephalum) في بلاد الشام

## من أنواعه الدخيلة في الوطن العربي
- قصوان حقلي (Cirsium arvense) موطنه كل مناطق أوروبا وشمال آسيا. هو دخيل في بلاد الشام والمغرب العربي

## من أنواعه الأخرى
- قصوان أكارنا (Cirsium acarna) - شوكة الجندي
- قصوان عديم الساق (Cirsium acaule) - نبات الشوك القصير، الشوك القزم
- قصوان ألتيسيمم (Cirsium altissimum) - نبات شوك جانبي الطريق، الشوك الطويل
- قصوان أمبليليبس (Cirsium amblylepis) - شوكة جبل تمالبايس
- قصوان أندرسون (Cirsium andersonii) - شوك اندرسون (Anderson's Thistle)، شوك الورد
- قصوان أندرو (Cirsium andrewsii) - شوكة الفرانسيسكاني
- قصوان أرانينس (Cirsium araneans) - شوكة المرصع بالجواهر
- قصوان أركوم (Cirsium arcuum) - شوكة المذررة
- قصوان قاحل (Cirsium aridum) - شوكة الصحراء
- قصوان أريزوني (Cirsium arizonicum) - شوكة أريزونا
- قصوان أرفينسي (Cirsium arvense) - الشوك الزاحف، شوك الحقل، الشوك الكندي
- قصوان برنيبي (Cirsium barnebyi) - شوك برنيبي
- قصوان قصير الرأس (Cirsium brachycephalum)
- قصوان بريفيفوليوم (Cirsium brevifolium) - شوكة بالوس
- قصوان بريفيستيلوم (Cirsium brevistylum) - الشوك العنقودي
- قصوان كلكيروم (Cirsium calcareum) - شوك كانفيلي
- قصوان كلفرنيسوم (Cirsium californicum) - شوك كالفورنيا
- قصوان كاليليبس (Cirsium callilepis) - شوك فرنجبراكت
- قصوان كمبيلون (Cirsium campylon) - شوك جبل هاملتون
- قصوان كنيسنس (Cirsium canescens) - شوك بلاتي، أو شوك البراري
- قصوان كانوفيرنس (Cirsium canovirens) - شوك رمادي أخضر
- قصوان كانوم (Cirsium canum) - شوك الملكة آن
- قصوان كارولينيانوم (Cirsium carolinianum) - شوك كارولينا، الشوك الناعم
- قصوان كوليسنس (Cirsium caulescens)
- قصوان سنتوريا (Cirsium centaureae)
- قصوان شالينس (Cirsium chellyense) - شوك الملكة
- قصوان شوسكينس (Cirsium chuskaense) - شوك الملك
- قصوان سيليولاتوم (Cirsium ciliolatum) - شوكة أشلاند
- قصوان كلافاتوم (Cirsium clavatum) - شوك البحيرة
- قصوان كلوكيي (Cirsium clokeyi) - شوك جبل تشالستون، أو نبات الشوك الأبيض
- قصوان كونغدوني (Cirsium congedonii) - الشوكة الوردي
- قصوان كوستاريكي (Cirsium costaricens)
- قصوان كولتر (Cirsium coulteri)
- قصوان كراسيكولي (Cirsium crassicaule) - شوك المستنقع
- قصوان سيموسوم (Cirsium cymosum) - الشوك القطامي
- قصوان دياكانتوم (Cirsium diacanthum)
- قصوان ملون (Cirsium discolor)
- قصوان ديسكتوم (Cirsium dissectum) - الشوك المخضر
- قصوان دوغلاسي (Cirsium douglasii)
- قصوان درومندي (Cirsium drummondii) - الشوك القذم
- قصوان دورانجنس (Cirsium durangense)
- قصوان إيتوني (Cirsium eatonii) - شوك إيتون
- قصوان ايدول (Cirsium edule) - الشوك الصالح للأكل
- قصوان إنجلماني (Cirsium engelmannii) - شوك إنجلمان
- قصوان إريوبوروم (Cirsium eriophorum) - الشوك الصوفي
- قصوان إيريسيتالس (Cirsium erisithales) - شوك الحزن الأصفر
- قصوان إسكولينتوم (Cirsium esculentum)
- قصوان فولدمان (Cirsium flodmanii) - شوك فلودمان
- قصوان ورقي (Cirsium foliosum) - شوك دروموند، أو شوك الأيائل، أو الشوك الورقي، أو شوك المروج
- قصوان نبعي (Cirsium fontinale)
- قصوان غيلنس (Cirsium gilense) - شوك غيلا
- قصوان غراهام (Cirsium grahamii) - شوك غراهام
- قصوان رمادي (Cirsium griseum)
- قصوان هالي (Cirsium hallii)
- قصوان هيلينويدز (Cirsium helenioides) - شوك الحزينات، شوك الحزينيات الشائع
- قصوان متغاير الأوراق (Cirsium heterophyllum) - شوك الحزينات
- قصوان هيل (Cirsium hillii) - شوك هيل
- قصوان هوكر (Cirsium hookerianum) - الشوك الأبيض
- قصوان هوريدولوم (Cirsium horridulum) - الشوك الأصفر
- قصوان هومبولدنس (Cirsium humboldtense) - شوك مقاطعة همبولت
- قصوان شاره للماء (Cirsium hydrophilum) - شوك سويسن
- قصوان هيبوليوكوم (Cirsium hypoleucum)
- قصوان إنورناتوم (Cirsium inornatum) - شوك كلاودكروفت
- قصوان ياباني (Cirsium japonicum) - الشوك الياباني
- قصوان كمتشاتيكا (Cirsium kamtschaticum) - شوك كامتشاتكا
- قصوان كواكامي (Cirsium kawakamii)
- قصوان صوفي (Cirsium lanatum)
- قصوان سناني (Cirsium lanceolatum)
- قصوان لتاريفوريوم (Cirsium laterifolium) - شوك القنفذ
- قصوان لوكونت (Cirsium lecontei)
- قصوان ليو (Cirsium leo)
- قصوان لانشوليبس (Cirsium loncholepis) - شوكة لاغراسيوسا
- قصوان طويل القلم (Cirsium longistylum)
- قصوان بحري (Cirsium maritimum)
- قصوان ميندوسينوم (Cirsium mendocinum) - شوك ميندوسينو
- قصوان مكسيكي (Cirsium mexicanum)
- قصوان موديستوم (Cirsium modestum)
- قصوان موهافي (Cirsium mohavense)
- قصوان ميردوك (Cirsium murdockii)
- قصوان موتيكوم (Cirsium muticum) - شوك المستنقع
- قصوان نافاجونز (Cirsium navajoense) - شوك نافاجو
- قصوان نيومكسيكانو (Cirsium neomexicanum) - الشوك الخزامي، أو شوك نيو ماكسيكو
- قصوان نيبونيكوم (Cirsium nipponicum)
- قصوان ناطل (Cirsium nuttallii)
- قصوان غربي (Cirsium occidentale)
- قصوان أصفر الوسط (Cirsium ochrocentrum)
- قصوان زيتي (Cirsium oleraceum)
- قصوان أوليفنسس (Cirsium olivescens) - الشوك الصيفي
- قصوان أوريوبيلوم (Cirsium oreophilum) - شوك الغراب
- قصوان أوسترهوتي (Cirsium osterhoutii) - شوك أوسترهوت
- قصوان أونبي (Cirsium ownbeyi)
- قصوان شاحب (Cirsium pallidum)
- قصوان المستنقعات (Cirsium palustre)
- قصوان باريي (Cirsium parryi) - شوك باري
- قصوان باستورس (Cirsium pastoris) - شوك ثلجي البياض
- قصوان بيكي (Cirsium peckii)
- قصوان بيندولوم (Cirsium pendulum)
- قصوان بربليكسانس (Cirsium perplexans) - شوك جبال روكي
- قصوان بتشاري (Cirsium pitcheri) - شوك بتشر، أو شوك الكثبان الرملية
- قصوان بريترنس (Cirsium praeteriens) - شوك بالو ألتو، أو الشوك المفقود
- قصوان بروتينوم (Cirsium proteanum) - الشوك الأحمر
- قصوان بلشريمم (Cirsium pulcherrimum) - شوك وايومنغ
- قصوان قزم (Cirsium pumilum) - شوك المرعى
- قصوان برانسي (Cirsium pyrenaicum)
- قصوان سندياني (Cirsium quercetorum)
- قصوان متباعد الأوراق (Cirsium remotifolium)
- قصوان مقوس (Cirsium repandum)
- قصوان رابيليبس (Cirsium rhaphilepis)
- قصوان روتوبيلوم (Cirsium rhothophilum) - شوك الرزاز
- قصوان رفيولار (Cirsium rivulare)
- قصوان روتروكي (Cirsium rothrockii)
- قصوان روسبي (Cirsium rusbyi) - شوك روسبي
- قصوان ريدبيرغي (Cirsium rydbergii) - شوك ريدبيرغ
- قصوان حرشفي (Cirsium scabrum) - الشوك الخشن
- قصوان سكابانوليبس (Cirsium scapanolepis) - شوك منحدرات الجبال
- قصوان سكاريوسوم (Cirsium scariosum) - الشوك المخضر
- قصوان سكولوبورم (Cirsium scopulorum) - الشوك الجبلي
- قصوان سيغيتوم (Cirsium segetum)
- قصوان سيرولاتوم (Cirsium serrulatum)
- قصوان شوكي (Cirsium spinosissimum)
- قصوان تحت ثلجي (Cirsium subniveum) - الشوك الرمادي، شوك جاكسون هول
- قصوان تاناكا (Cirsium tanakae)
- قصوان تكساسي (Cirsium texanum) - شوك تكساس
- قصوان تيوغانوم (Cirsium tioganum) -
- قصوان درني (Cirsium tuberosum) - شوك توباروس شبيه بقصوان ديسكتوم (Cirsium dissectum) - (الشوك المخضر)
- قصوان تيرنر (Cirsium turneri)
- قصوان متموج (Cirsium undulatum)
- قصوان فليدوس (Cirsium validus) - الشوك الجميل
- قصوان ربيع (Cirsium vernale)
- قصوان كرمي (Cirsium vinaceum)
- قصوان عذري (Cirsium virginense)
- قصوان فرجيني (Cirsium virginianum)
- قصوان ويلاري (Cirsium wheeleri) - شوك ويلر
- قصوان رايت (Cirsium wrightii) - شوك رايت

الأنواع الهجينة
- قصوان × كانالينس - شوك الترع
- قصوان × كراسوم - شوك
- قصوان × ايروسم - شوك المجد
- قصوان × أيوونس - شوك ولاية أيوا
- قصوان × فانكوفارينس - شوك فانكوفر

## معرض الصور
- Cirsium arizonicum (Arizona Thistle).
- Cirsium canum (Queen Anne's Thistle).
- Bumblebee on thistle flower.
- قصوان شائع (Bull Thistle, Common Thistle, or Spear Thistle).
- Cirsium pyrenaicum cut and ready to cook.
- Texas Purple Thistle

## كتابات أخرى
- Everitt، J.H. (2007). Weeds in South Texas and Northern Mexico. Lubbock: Texas Tech University Press. مؤرشف من الأصل في 2022-05-10. {{استشهاد بكتاب}}: الوسيط author-name-list parameters تكرر أكثر من مرة (مساعدة) ISBN 0-89672-614-2